# (4520) Dovzhenko
(4520) Dovzhenko es un asteroide perteneciente al cinturón de asteroides, descubierto el 22 de agosto de 1977 por Nikolái Stepánovich Chernyj desde el Observatorio Astrofísico de Crimea (República de Crimea).

## Designación y nombre
Designado provisionalmente como 1977 QJ3. Fue nombrado Dovzhenko en honor al guionista y director de cine ruso soviético Aleksandr Dovzhenko.